# Blanche-Neige
Pour les articles homonymes, voir Blanche-Neige (homonymie) et Snow White.
« Sept nains » redirige ici. Pour les personnages du film Disney, voir Sept nains (Disney).
Blanche-Neige (allemand : Schneewittchen, orthographie originale : Sneewittchen) est un conte de fées allemand (conte-type 709 dans la classification Aarne-Thompson) dont la version la plus célèbre est celle recueillie et mise en forme par les frères Grimm, parue en 1812. Ce conte n'a pas d'équivalent dans le recueil français antérieur des contes de Perrault.

## Version des frères Grimm

### Genèse
Les frères Grimm ont rassemblé plusieurs versions traditionnelles du conte, collé les textes ensemble et parfois écourté. Dans la première version de 1812, la reine est la mère naturelle. Blanche-Neige se réveille lorsqu'un valet du prince lui donne un coup dans le dos car il était énervé d’avoir eu à la porter toute la journée. D’autres petites différences sont à trouver comme le repas avec le prince.[précision nécessaire]
Dans deux versions non éditées, la reine fait faire un tour en carrosse dans la forêt et demande à Blanche-Neige de descendre afin de cueillir des roses ou de ramasser son gant et s’enfuit (comme dans Hansel et Gretel). Dans une autre version, c’est le père qui souhaite avoir une fille.
Comme origine du conte, on suppose Marie Hassenpflug, quelques inspirations de Ferdinand Siebert et Albert Ludewig Grimm (Des Knaben Wunderhorn, 1809). L’idée des gouttes de sang de la mère naturelle cadre avec le conte nord-allemand Vom Machandelbaum du peintre Philipp Otto Runge.

### Résumé
Une bonne reine se désole de ne pas avoir d'enfant. Un jour d’hiver, alors qu'elle est assise près d'une fenêtre au cadre d'ébène, elle se pique le doigt en cousant. Quelques gouttes de sang tombent sur la neige. « Ah ! se dit la reine, si j'avais une petite fille, à la peau blanche comme la neige, aux lèvres rouges comme le sang et aux cheveux noirs comme le bois d’ébène ! »
Peu de temps après, elle meurt en accouchant d'une petite fille nommée Blanche-Neige. Le roi se remarie alors avec une femme très belle mais méchante, orgueilleuse et jalouse de Blanche-Neige. Chaque jour, la reine demande à son miroir magique qui est la plus belle du royaume, et chaque jour le miroir, qui ne ment jamais, lui répète qu'elle est la plus belle femme du royaume. Jusqu'au jour où il doit reconnaître que Blanche-Neige, bien qu'encore enfant, est devenue plus belle que sa marâtre. Cette dernière demande alors à un chasseur d'aller tuer la princesse Blanche-Neige et de lui rapporter comme preuve son foie et son cœur. Mais l'homme ne peut s'y résoudre et abandonne Blanche-Neige dans les bois, songeant qu'elle sera bientôt dévorée par les bêtes sauvages. Le chasseur tue alors un marcassin qui passait par là et rapporte son foie et son cœur à la méchante reine. Celle-ci, croyant qu'il s'agit des organes de Blanche-Neige, les fait cuire et les dévore.
Errant dans la forêt, la princesse Blanche-Neige découvre une petite maison où elle entre se reposer et se restaurer. C'est la demeure des sept nains qui, apitoyés par son histoire, acceptent de la cacher et de la loger en échange de tâches ménagères. Chaque jour avant d'aller à la mine, les nains la mettent en garde et lui recommandent de n'ouvrir à personne, sachant bien que tôt ou tard la reine saura que sa rivale est toujours en vie.
Effectivement, la méchante reine finit par apprendre, grâce au miroir magique, que Blanche-Neige est toujours vivante. Elle tente alors par trois fois de faire mourir la princesse. D'abord, elle se grime en vieille marchande et s'en va proposer des lacets de couleur à Blanche-Neige. Celle-ci se laisse tenter et la vieille serre le lacet de son corset si fort que Blanche-Neige en perd la respiration et tombe comme morte. Heureusement, les sept nains à leur retour comprennent ce qui s'est passé et coupent le lacet, permettant à Blanche-Neige de respirer à nouveau.
Furieuse d'apprendre grâce au miroir magique que la princesse Blanche-Neige est toujours vivante, la méchante reine se déguise à nouveau en marchande pour vendre un beau peigne à la princesse Blanche-Neige. Bien que sur la défensive, Blanche-Neige est tentée à nouveau, et laisse la vieille peigner ses cheveux : le peigne empoisonné lui fait aussitôt perdre connaissance. Les sept nains découvrent le peigne à leur retour et le retirent de la chevelure de Blanche-Neige, qui revient immédiatement à la vie.
Folle de rage, jurant d'y laisser la vie s'il le faut, la méchante reine se déguise une troisième fois en paysanne. Grâce à un habile stratagème, elle trompe la vigilance de la princesse Blanche-Neige : elle a empoisonné la moitié rouge — la plus tentante — d'une pomme, laissant la partie blanche intacte. Coupant la pomme en deux, elle en croque la partie blanche inoffensive et offre la partie empoisonnée à Blanche-Neige. Celle-ci croque à son tour dans la pomme et tombe inanimée. Les nains ne parviennent pas à la ramener à la vie, et le miroir magique déclare enfin à la reine qu'elle est la plus belle du royaume.
Affligés, les sept nains préparent un cercueil de verre pour la princesse Blanche-Neige, qui semble simplement endormie. Ils le déposent sur une colline afin que toutes les créatures puissent venir l'admirer. Chaque jour, ils surveillent le cercueil jusqu'à ce qu'un prince qui chevauche par là tombe amoureux de la belle endormie. Après mainte supplication, il obtient des sept nains la permission d'emporter le cercueil. Mais en route un porteur trébuche sur une grosse racine, délogeant le morceau de pomme coincé dans la gorge de Blanche-Neige, qui se réveille. Le prince lui demande sa main, et Blanche-Neige accepte.
Invitée au mariage, la méchante reine découvre que la nouvelle reine est la plus belle, et reconnaît avec terreur Blanche-Neige. Elle est alors condamnée à danser avec des souliers de fer chauffés au rouge, jusqu'à ce que mort s'ensuive.

## Interprétations

### Conte moral
Blanche-Neige montre qu'il ne faut pas s'attacher à des choses éphémères telles que  la beauté et la jeunesse. La patience et l'humilité sont toujours récompensées, alors que la vanité peut mener à la chute.[réf. nécessaire]
Il s'agit aussi d'un conte d'avertissement envers les personnes offrant quelque chose de tentant et dont l'héroïne naïve ne se méfie pas du tout.[réf. nécessaire]

### Conte initiatique féminin
Erik Pigani, psychothérapeute, explique que le conte décrit les étapes de la puberté chez la jeune fille.
La première reine, mère de Blanche-Neige, se pique le doigt et fait tomber trois gouttes de sang sur la neige blanche avant de mourir quelque temps plus tard en couche. C'est une scène au tout début de l'histoire, préparant la jeune fille à son avenir, qui fait écho à l'innocence de l'enfance qui se perd avec la couleur rouge des menstruations, et le début de la sexualité mais aussi de la possibilité d'une conception. Le symbolisme de la pomme renvoie au fruit défendu de la Genèse. Le fait de croquer la pomme marque le passage entre la vie insouciante de l’enfance et celle d’adulte.
Selon Pigani, une notion morale s'ajoute avec le fait que la mère, même si elle souhaite garder sa beauté et sa jeunesse, doit laisser la place à sa fille.

### Conte œdipien
Le conte a été étudié par plusieurs psychanalystes, notamment Bruno Bettelheim et Marie-Louise von Franz.
Pour Bruno Bettelheim, le conte commence par une situation œdipienne mettant en conflit la mère et la fille. La marâtre est restée à un stade narcissique qui la rend vulnérable et que le conte invite à dépasser. La jalousie de la belle-mère est à la fois la peinture du comportement de certains parents qui se sentent menacés au moment de l'adolescence de leurs enfants, mais également une projection sur une figure haïe des propres sentiments de jalousie de l'enfant. Blanche-Neige se retrouve chassée du château, errant dans la forêt, lieu de terreur et de confusion comme le début de la puberté. Recueillie par les sept nains, personnages à la fois masculins mais peu menaçants sexuellement, elle peut se développer dans un milieu sûr, mais non sans être exposée à la tentation narcissique (les colifichets offerts par la méchante reine). Cette période peut être vue comme un moment d'initiation, où l'adolescent doit se mesurer aux dangers de l'existence. La dernière tentation, celle de la pomme, représente pour Bruno Bettelheim le moment où l'adolescent accepte d'entrer dans une sexualité adulte, c’est-à-dire le moment où il devient pubère. Suit une période de latence (le coma) qui lui permet d'attendre en toute sécurité que sa maturité psychique jointe à sa nouvelle maturité physique lui donnent enfin accès à une sexualité adulte.

### Interprétations d'éléments
Le miroir magique révèle l'ombre de la psychologie jungienne, la part « maléfique » mais vraie de la reine mais aussi à Blanche-Neige qu'elle est « potentiellement » porteuse de cette cruauté. Bruno Bettelheim écrit à ce propos :

« Tout conte de fées est un miroir magique qui reflète certains aspects de notre univers intérieur et des démarches qu'exige notre passage de l'immaturité à la maturité. Pour ceux qui se plongent dans ce que le conte de fées a à communiquer, il devient un lac paisible qui semble d'abord refléter notre image ; mais derrière cette image, nous découvrons bientôt le tumulte intérieur de notre esprit, sa profondeur et la manière de nous mettre en paix avec lui et le monde extérieur, ce qui nous récompense de nos efforts. »

« Les mythes mettent en scène des personnalités idéales qui agissent selon les exigences du surmoi, tandis que les contes de fées dépeignent une intégration du moi qui permet une satisfaction convenable des désirs du ça. »

## Base historique
Comme beaucoup de contes des frères Grimm, Blanche-Neige possède sans doute aussi un fond historique,.

### Blanche-Neige à Alfeld
On présume l'origine du conte au sud de la Basse-Saxe dans le massif des sept monts (Siebengebirge), une chaîne de collines dans le Leinebergland, où les frères Grimm aimaient se promener et où ils collectaient contes et histoires. Au nord-ouest de ce massif, on trouve un lieu lié à une mine : Osterwald. Il s’agit d’un lieu-dit de la ville de Salzhemmendorf. À cet endroit, depuis le XVIe siècle, on exploite du charbon. On produit également dans les environs du verre : le Lauensteiner Glas. En prolongeant une ligne à partir de Osterwald jusqu’à Alfeld, en passant par le massif des Siebengebirge, on tombe sur les ruines du château de Stauffenburg, où la méchante belle-mère aurait habité. Une autre référence est le fait que les frères Grimm ont étudié à l’université de Göttingen qui se trouve dans les environs. En 2002, les habitants de la ville d’Alfeld, qui se trouve au sud-ouest du massif des Sieben Berge sur la rivière Leine, ont retrouvé et baptisé un sentier Schneewittchenpfad (le sentier de Blanche-Neige).

### Blanche-Neige à Cassel
L’importante influence de la conteuse Marie Hassenpflug sur les frères Grimm permet de supposer une origine en Hesse. L'historien de Hesse Eckhard Sander voit comme origine du conte le destin de la fille du comte de Waldeck, Marguerite de Waldeck (ZDF film documentaire 2006 de Kirsten Höhne et Claudia Moroni). Selon des documents des archives de la ville de Bad Wildungen, elle fut connue pour sa grande beauté et avait une belle-mère très sévère. Lorsqu'elle eut 16 ans, son père, le comte Philippe IV de Waldeck, l'envoya à la cour impériale du Brabant, aujourd’hui Bruxelles, où elle devait se marier avec un prince. Marguerite traversa le massif des Sept Monts. Mais il y eut des difficultés lorsque certaines personnes de haut rang, comme le comte Egmont et le prétendant au trône (le futur Philippe II), lui firent la cour. La santé de la jeune fille se dégrada et finalement elle mourut le 13 mars 1554 à l'âge de 21 ans. Dans les chroniques de la ville de Waldeck, on retrouve la mention qu'elle fut empoisonnée. L’écriture tremblotante de son testament laisse croire à un empoisonnement par arsenic, typique de l’époque. Le lieu où ont vécu les sept nains doit être Bergfreiheit (de). Ce village se nomme lui-même « le village de Blanche-Neige » (Schneewittchendorf). Que Marguerite soit blonde n’a pas beaucoup d’importance car dans une version antérieure du conte des frères Grimm de 1808, les cheveux de Blanche-Neige sont blonds. Dans le petit village du centre de la Hesse, Langenbach im Taunus, on trouve également des points de repère sur Blanche-Neige et les sept nains. Des évènements locaux ainsi que des noms de lieux-dits appuient cette thèse. L’endroit se trouve sur la Hessenstraße (« route de la Hesse »), chemin historique reliant par exemple le lieu d’étude des frères Grimm : Marbourg. En cet endroit, il y eut également exploitation de mines. Un lieu-dit s’appelle « Im Zwerggrund » (dans le lieu des nains). Dans une version antérieure du conte (version encore connue en Autriche), il n’est plus question d’un cercueil en verre (Glassarg) mais d’une montagne en verre (Glasberg). Autrefois, la montagne de verre représentait le lieu des morts. Non loin du « Zwerggrund », on trouve encore aujourd’hui un « Glasberg ».

### Blanche-Neige à Lohr
En 1986, l'historien de la ville de Lohr am Main, le docteur Karlheinz Bartels, a réussi à mettre en évidence beaucoup de points communs entre le conte et la ville, ainsi que sa région. Bartels constate que le château de Lohr am Main, abritant le musée régional, dans l'arrondissement de Main-Spessart, est le lieu de naissance de Blanche-Neige.
D'après lui, Maria Sophia Margaretha Catharina d'Erthal, alias Blanche-Neige, est née en 1725 à Lohr am Main. Sur un portrait, elle porte les attributs de Blanche-Neige : « la peau blanche comme la neige, les joues rouges comme le sang et les cheveux noirs comme le bois d’ébène. ». Son père, Philippe-Christophe d'Erthal, fut de 1719 jusqu'à 1748 grand bailli de l'Électorat de Mayence au Grand Bailliage (Oberamt) de Lohr. De par ses qualités diplomatiques, il se trouvait souvent en déplacement en tant que légat et « ministre des affaires étrangères » de l'archevêché. Dans cette fonction, il a mené de négociations dans toute l’Europe directement avec des empereurs et des rois. C’est pourquoi pour le peuple de Lohr, le père de Blanche-Neige fut un exemple de ce qu’un roi devrait être.
Le château de Lohr était résidence officielle et domicile pour sa famille. Après la mort de la mère naturelle de Maria Sophia en 1741, le père se remaria le 15 mai 1743 avec Claudia Elisabeth Maria von Venningen, veuve du comte impérial de Reichenstein. Cette femme se comportait de façon despotique et utilisait sa position pour privilégier ses propres enfants issus de son premier mariage, ce qui fut facilité par le fait que Philippe-Christophe n'était pratiquement jamais là. La non-présence et le rôle insignifiant du père dans le conte constaté par Theodor Ruf sont ainsi expliqués.
L'indice le plus important en faveur de Lohr am Main est le « miroir parlant ». Ce luxueux et fastueux miroir d’une hauteur de 1,60 mètre se trouve toujours au château et peut être vu de nos jours au musée de Spessart. C'est un produit de la vitrerie de Kurmainz, fondée en 1698 par le Prince-électeur Lothar Franz de Schönborn. La vitrerie devint réputée dans toute l'Europe grâce à la nouvelle technologie employée par son directeur légendaire, Guillaume Brument (1698 – 1759), et son équipe de Français venus de Tourlaville en Normandie. Guillaume Brument renouait avec la magnificence de la galerie des Glaces du château de Versailles.
Le miroir fut un cadeau de sa part à sa deuxième femme Claudia. Comme beaucoup de miroirs de Lohr, il y est inscrit une maxime. C'est pourquoi on les appelle des miroirs « parlants ». Le médaillon en haut et à droite contient une indication très claire sur l’amour-propre.
Dans Lohr et ses environs, on trouve également d'autres points de repère. La forêt « sauvage » où est abandonnée Blanche-Neige pourrait être le Spessart que Wilhelm Hauff (1802–1827) plus tard dans son auberge à Spessart qualifiait de forêt terrible. Le chemin emprunté par Blanche-Neige lors de sa fuite à travers les sept collines pourrait être un ancien sentier de montagne déjà connu au XIVe siècle, la « Wieser Strasse ». Il conduisait de Lohr aux mines près de Bieber en passant par les collines de Spessart. C'est là, en 1750, qu'environ 500 mineurs extrayaient argent et cuivre. Les sept nains pourraient avoir été des personnes assez petites qui travaillaient dans les étroites galeries, voire des enfants. Bieber ne se trouvait pas sous l’autorité de Kurmainz, mais sous celle du comté de Hanau. La belle-mère n'y avait donc aucun droit légitime sur Blanche-Neige. Il est donc plausible qu’elle s'y fît passer pour marchande, vieille femme ou paysanne pour se débarrasser de sa concurrente.
De même, Bartels a pu retrouver de la littérature où est indiquée la façon dont la pomme put être empoisonnée par la belle-mère : la moitié de celle-ci fut plongée dans du jus de belladone. Cette plante pousse dans la région de Spessart. Ses fruits contiennent de l'atropine qui provoque une paralysie et une forme de rigidité cadavérique. Le cercueil transparent en verre, ainsi que les pantoufles de fer avec lesquelles la belle-mère dut danser jusqu’à la mort, auraient pu être fabriqués sans problèmes dans une vitrerie et dans une forge de Spessart.
Ce sont les habitants de Lohr qui ont ensuite fait de l’histoire de Maria Sophia un conte merveilleux. Le chroniqueur de la famille Erthal, M. B. Kittel, caractérise Maria Sophia comme une fille noble, un ange de bonté et de charité, bienveillante pour les pauvres et les démunis. Il atteste sa grande gentillesse. Pour le peuple, la fille des Erthal fut sans aucun doute un exemple, un idéal de ce qu’une princesse devait être.
Quelques années seulement après la mort de Maria Sophia, l'histoire fut mise par écrit et, fin 1812, la première publication du conte par les frères Grimm.

### Blanche-Neige etBerthe au Grand Pied
Sans que cela puisse être une référence directe, Adenet le Roi dans son œuvre Li roumans de Berte aus grans piés où Bertrade de Laon (dite « Berthe au Grand Pied » à cause de son pied bot), femme de Pépin le Bref et mère de Charlemagne, est décrite comme « tant est blanche et vermeille qu'on peut s'y mirer ». Elle se voit usurper son trône (et son lit) par la fille de la dame de compagnie de sa mère qui envoie des serviteurs la tuer en forêt. Mais ceux-ci n'en trouvant pas le courage la laissent s'échapper et ramènent en preuve de leur prétendu accomplissement du meurtre un cœur de sanglier. Écrit au XIIIe siècle, ce roman pourrait avoir été influencé par d'autres récits, ou en influencer d'autres, le caractère légendaire de l'œuvre étant historiquement attesté ne serait-ce que par l'incohérence de la filiation de Berthe qui est ici attribuée au roi et à la reine de Hongrie nommés ici Floire et Blancheflor, couple célèbre et titre d'une œuvre du XIIe siècle attribuée à Robert d'Orléans, elle-même reprise dans plusieurs œuvres et qui s'inspire probablement du recueil Les Mille et Une Nuits.
La proximité des deux œuvres a été sommairement documentée par Albert Henry dans son analyse du roman d'Adenet le Roi.

## Analogies

### Contes germaniques parents
Les frères Grimm ont indiqué qu'ils s'étaient inspirés, pour Blanche-Neige, du conte Richilde de Musäus (1782). Ils ont aussi noté la proximité de ce conte avec la légende scandinave de Snäsridr, épouse du roi Harald Ier de Norvège.

### Autres contes de Grimm
- Le motif du sommeil léthargique apparaît dans La Belle au bois dormant (Dornröschen, KHM 50).
- L'ouverture du conte est proche de celle du Conte du genévrier (Von dem Machandelboom, KHM 47).
- Un conte intitulé Le cercueil de verre (Der gläserne Sarg, KHM 163) figure depuis la 3e édition (1837) dans le recueil des frères Grimm. Il est inspiré d'un recueil publié en 1728 par un auteur allemand peu connu, Sylvanus[26]. Le héros en est un tailleur, et on y trouve le motif du combat entre un taureau noir et un cerf blanc.

### Noir, blanc, rouge
L'image qui ouvre le conte (les couleurs du bois d'ébène et des gouttes de sang sur la neige, évoquant une enfant ou une femme), poétique et frappante, se trouve déjà dans L'Histoire de Peredur fils d'Evrawc, un conte gallois (XIIIe siècle), partiellement inspiré du roman arthurien de Perceval ou le Conte du Graal de Chrétien de Troyes. Le héros, Peredur, y observe un corbeau qui se pose sur le corps d'un canard tué par un faucon et gisant dans la neige :

« Peredur s'arrêta pour considérer la noirceur du corbeau, la blancheur de la neige et la rougeur du sang : il pensa à la chevelure de la femme qu'il aimait le plus au monde, qui était aussi noire que le jais ; il comparait sa peau à la blancheur de la neige, et la rougeur du sang sur la neige blanche aux deux pommettes rouges sur les joues de la femme qu'il aimait. »

— Anonyme gallois, L'Histoire de Peredur fils d'Evrawc
Dans la version de Chrétien de Troyes, il s'agit d'une oie blessée par un faucon : Perceval s'absorbe dans la contemplation des gouttes de sang sur la neige, couleurs qui lui rappellent son amie Blanchefleur (la couleur noire est toutefois absente ici). Dans les trois cas, le personnage entre à cette vue dans une profonde rêverie. Pierre-Yves Lambert indique en note à propos du passage extrait de Peredur que « ce thème narratif est présent dans la légende irlandaise de L'exil des fils d'Uisnech » ; dans ce texte en effet, le père nourricier de Deirdre écorche un veau sur la neige, un corbeau vient boire le sang : Deirdre déclare que l'homme qu'elle aimera aura ces trois couleurs.
Concernant Blanche-Neige, Natacha Rimasson-Fertin indique que dans d'autres versions du conte, soit « la reine, pendant qu'elle se trouve avec le roi dans un traîneau de chasse, épluche une pomme et se coupe le doigt » (Le Conte du genévrier, KHM 47, commence de façon similaire), soit – version bien plus brutale – « le roi et la reine passent près de trois tas de neige, puis près de trois fosses remplies de sang et voient enfin passer trois corbeaux » ; c'est le roi qui dans ce cas souhaite avoir une fille aussi blanche de peau, avec les joues aussi rouges et les cheveux aussi noirs, alors que la reine n'y tient pas. Un motif similaire ouvre, dans le Conte des contes de Basile, le conte IV, 9 (Le Corbeau ; un roi voit un corbeau mort dont le sang éclabousse une dalle de marbre, et souhaite une femme aussi blanche, rouge et noire), et le conte V, 9 (Les Trois Cédrats, plus parodique : Cenzullo se coupe le doigt et saigne au-dessus d'un caillé blanc, et se prend à désirer une femme au teint pareil à ce mélange de couleurs ; le conte précise que l'incident se produit alors qu'il « bâillait aux corneilles qui voletaient »).
Un conte assimilé, intitulé Incarnat Blanc & Noir et attribué à Louis de Mailly, figure dans Le Cabinet des fées.
Emmanuel Cosquin a consacré une monographie (Le Sang sur la neige) à ce motif dans son ouvrage Les Contes indiens et l’Occident. Conformément à sa ligne générale, il est fervent partisan d'une origine indienne du motif, rappelant toutefois qu'Alfred Nutt le considère comme celtique, et Jacob Grimm (qui l'étudie dans sa préface à l'édition allemande du Pentamerone) comme résultant d'une sorte de génération spontanée commune à « tous les peuples ». Cosquin reproduit notamment un « conte maure » (recueilli à l'origine à Blida, en Algérie) intitulé La Princesse Sang-de-gazelle-sur-la-neige, qui contient un motif proche. Dans le conte berbère de Kabylie Loundja, fille de Tseriel, deux jeunes hommes tuent une perdrix dans la montagne, et évoquent Loundja, la seule jeune fille des environs « au teint blanc comme neige et vermeil comme sang ».
Le motif a été codifié Z65.1 par Stith Thompson, qui signale son association courante avec les contes-types AT 516 (Le Fidèle Jean), AT 709 (Blanche-Neige) et AT 720 (Ma mère m'a tué, mon père m'a mangé). Le motif du mythe-source irlandais est codifié Z65.1.1 (la rubrique générale Z65 est intitulée Color Formulas ; il est à noter que Thompson n'a pas recensé d'autre combinaison de couleurs que celle-ci).

### Versions dans d'autres cultures
Delarue et Tenèze donnent comme exemple du conte-type AT 709 un conte corse recueilli par Geneviève Massignon, Angiulina (Anghjulina).
Joseph Jacobs a publié une version écossaise dans ses Celtic Fairy Tales, intitulée Gold-Tree and Silver-Tree.
En Russie, Alexandre Pouchkine a écrit un conte en vers sur ce thème, La Princesse morte et les sept chevaliers (en russe : Сказка о мёртвой царевне и о семи богатырях, 1833), qui a en 1951 servi de base à un dessin animé du même nom. Alexandre Afanassiev a également recensé deux versions d'un conte apparenté, Le Miroir magique (en russe : Волшебное зеркальце, no 210-211, la première version en biélorusse).
En Islande, Jón Árnason a publié un conte apparenté intitulé en français Vilfríđur plus-belle-que-Vala (en islandais : Sagan af Vilfríđi völufegri).

## Adaptations

### Cinéma et dessin animé
- Snow White de J. Searle Dawley (1916), film muet en noir et blanc de 63 minutes. Il est également disponible dans le DVD Il était une fois Walt Disney aux sources de l'art des studios Disney.
- Betty Boop in Snow-White (en) (1933), un court métrage d'animation de 7 minutes, où Betty Boop joue le rôle de Blanche-Neige. Ce court-métrage est célèbre grâce à la performance de Cab Calloway, qui chante mais aussi danse à travers le personnage de Koko, en utilisant la rotoscopie.
- Blanche-Neige et les Sept Nains, premier long métrage d'animation de Walt Disney (1937).
- Blanche-Neige et les Sept Nains (1984), moyen métrage fantastique américain de Peter Medak, avec Shelley Duvall, Vincent Price, Vanessa Redgrave, Rex Smith et Elizabeth McGovern.
- Blanche-Neige (1987), film fantastique américain de Michael Berz, avec Diana Rigg, Billy Barty, Nicola Stapleton et Sarah Patterson.
- La Légende de Blanche-Neige (1991), série fantastique d'animation italo-japonaise.
- Blanche-Neige, La Nouvelle Aventure (1993).
- Blanche Neige, film d'animation de Toshiyuki Hiruma (1995).
- Blanche-Neige : Le Plus Horrible des contes (1997), film d'horreur américain de Michael Cohn avec Sam Neill, Sigourney Weaver et Monica Keena.
- un épisode de la série d animation Simsala Grimm du même nom ( 1999 2000 )
- Blanche-Neige (Branca de Neve) (2000), film portugais réalisé par João César Monteiro.
- Blanche-Neige (Snow White: The Fairest of Them All)(2001), téléfilm fantastique américain de Caroline Thompson, avec Kristin Kreuk et Miranda Richardson.
- Blanche-Neige, la suite (2007), parodie.
- Miss Campus (Sydney White) (2007), adaptation contemporaine.
- Blanche-Neige, téléfilm (2007) d'Olivier Minne et Hélène Guétary pour France 2.
- Once Upon a Time (2011), fantastique. Série télévisée où les personnages de la forêt enchantée se retrouvent dans notre monde contemporain, mais semblent avoir tout oublié de leurs vies d'antan. Dans notre monde, Blanche-Neige est institutrice, la méchante reine maire de la ville, et seul le fils adoptif de cette dernière connaît la vérité.
- La Nouvelle Blanche-Neige, téléfilm français de comédie de Laurent Bénégui, avec Lou de Laâge et Claire Keim.
- Blanche-Neige (Mirror, Mirror) (2012), film de comédie fantastique américaine de Tarsem Singh, avec Lily Collins et Julia Roberts.
- Blanche-Neige et le Chasseur (Snow White & the Huntsman) (2012), film fantastique américain de Rupert Sanders, avec Kristen Stewart et Charlize Theron.
- Blancanieves (2012), film fantastique franco-espagnol de Pablo Berger.
- La Fantastique Histoire de Blanche-Neige (2012), téléfilm fantastique américain.
- L'Ordre des gardiens (2013), film américain (basé sur le miroir de la belle-mère de Blanche-Neige).
- Le Chasseur et la Reine des glaces (2016), film américain.
- Blanche comme neige (2019), film français d'Anne Fontaine, avec Lou de Laâge et Isabelle Huppert.
- Blanche-Neige (2025), film américain de Marc Webb basé sur le film d'animation Disney avec Rachel Zegler et Gal Gadot.
- Blanche-Neige and the Evil Queen (2025) de Jeremy Boreing avec Brett Cooper;
- Blanche-Neige (2026), court-métrage français de Timothée Vaganay[36].

### Théâtre
- Blanche-Neige et les sept nains, mise en scène par Winthrop Ames, le 7 novembre 1912, au Little Theatre de New York, avec Marguerite Clark dans le rôle de Blanche-Neige.
- Le Cas Blanche-Neige (Comment le savoir vient aux jeunes filles), de Howard Barker
- Elle voit des nains partout, adaptation théâtrale libre de Philippe Bruneau
- Blanche-Neige, adaptation théâtrale libre de Robert Walser

### Scène musicale
- Le Miroir magique, ballet de Marius Petipa (1903)
- Schneewittchen (1998), opéra de Heinz Holliger sur un livret de Robert Walser - relecture suspicieuse du conte. Création et enregistrement avec Juliane Banse (Blanche-Neige), Cornelia Kallisch, Steve Davislim, Oliver Widmer et Werner Gröschel.
- Blanche-Neige (comédie musicale) (nl) (2002), adaptation belge jouée en français aux Folies Bergère de Paris
- 7 Zwerge, Männer allein im Wald (2004), comédie allemande, adaptation libre du conte des frères Grimm avec Nina Hagen
- Blanche Neige (2008), ballet d'Angelin Preljocaj avec Nagisa Shirai dans le rôle de Blanche Neige.

### Bande dessinée
- Blanche-Neige et les sept nains[37], Hachette (1973).
- Ludwig Revolution 1, manga de Kaori Yuki, adapte Blanche Neige dans son premier chapitre.
- Fables, série de comics créée par Bill Willingham dans laquelle Blanche-Neige est un personnage principal.
- Grimms Manga 2, manga de Kei Ishiyama, adapte Blanche Neige dans son premier chapitre et comporte le texte original en français à la fin du volume. Disponible dans un one shot comprenant les tomes 1 et 2 aux éditions PIKA.
- Sept nains, de la série "Sept" aux éditions Delcourt (2015).

### Littérature
- La citation "Blanche comme la neige, rouge comme le sang, noire comme l'ébène" apparaît dans Les Versets Sataniques de Salman Rushdie (1989, ed. C. Bourgois, page 171).
- Neil Gaiman dans la nouvelle Neige, verre et pommes (Snow, Glass, Apples 1994), présente dans le recueil Miroirs et fumée, propose un renversement de l'histoire, le conte traditionnel se révélant être une mystification produite par une Blanche Neige maléfique[38].
- Belle comme le jour, de Gail Carson Levine. On y trouve des références au précédent roman de Gail Carson Levine, Ella l'Ensorcelée, adaptation littéraire du conte de Cendrillon.
- Princesses mais pas trop, série littéraire fantastique de Jim C. Hines reprenant le monde des contes de fées dans un monde plus adulte. Ici, Blanche-Neige, la Belle au Bois Dormant et Cendrillon forment un trio d'agents secrets au service de la reine.
- Trois histoires de Blanche-Neige racontées dans le monde, recueil jeunesse, premier tome de la collection Le tour du monde d'un conte par les Editions Syros - on y retrouve Blanche-Neige des Frères Grimm dans sa version intégrale, la version bretonne La petite Toute-Belle et la version grecque Lune d'Or (2011).
- Poison, le tome 1 de la série Les Contes du royaume de Sarah Pinborough, reprenant le conte original des frères Grimm, y ajoutant ce qu'il faut d'humour et de séduction, dans une version plus adulte.
- Le Royaume sans ciel, roman de Charlotte Ambrun (2021), réécriture du conte chez l'éditeur spécialisé Magic Mirror. Neieli, inspirée de Blanche-Neige, y côtoie Chaneh et Aylis, elles-mêmes inspirées des héroïnes du Petit Chaperon Rouge de Charles Perrault et d'Alice au pays des merveilles de Lewis Carroll.
- Bad Queen, roman de Magali Lefebvre (2023), réécriture du conte parue chez Noir d'Absinthe. Le roman se concentre sur le personnage de la Méchante Reine, explorant son passé puis réécrivant le conte de son point de vue.
- Matériau Maman, roman de Paloma Hermina Hidalgo, réécriture du conte, mêlée de récit autobiographique, où le personnage de Nieve ("neige" en espagnol), développe une psychose à la mort de sa mère.

### Autres
- Dans le parc d'attractions Efteling, Blanche Neige et les nains vivent dans le Bois des contes jouxtant le château de sa belle-mère.
- Le groupe allemand Rammstein, dans le clip vidéo de la chanson « Sonne », revisite à sa façon l'histoire de Blanche-Neige, incarnant le rôle des nains travaillant dans une mine d'or (et non de diamant, et avec des outils modernes) sous la coupe d'une princesse tyrannique et toxicomane (elle utilise l'or comme de l'héroïne). Cette dernière meurt d'overdose dans sa baignoire et c'est une pomme, tombant et brisant le cercueil de verre, qui la réveille.
- Le clip du titre Breath of Life de Florence and the Machine contient des scènes du film Blanche-Neige et le Chasseur (BO du film).
- La graphiste Jirka Väätäinen reprend le personnage de Blanche Neige dans sa série If Disney princesses were real : The sequel.
- En avril, 2012 la marque de cosmétiques Benefits sort un vanity en édition limitée (le rare beauty kit) contenant ce qu'il faut pour reproduire le teint de porcelaine de Blanche-Neige.
- University Ever After est une web-série représentant les personnages de conte, y compris Blanche-Neige, au XXIe siècle et allant à la fac.
- Grimm Reflections est une web-série racontant l'histoire modifiée de Blanche-Neige et de sa demi-sœur Gwen.
- Charmed (2008) est un album de Sarah Pinsker qui présente une chanson intitulée "Twice the Prince" dans laquelle Blanche-Neige se rend compte qu'elle préfère un nain au prince charmant.
- Le défilé de mode Pucca printemps-été 2011 est inspiré par Blanche-Neige et sa méchante belle-mère, la Reine[39]. La mannequin Stella Maxwell ouvrit le défilé en incarnant une Blanche-Neige moderne vêtue d'un sweat à capuche, d'une minijupe et de chaussures à talons vertigineux qui la firent tomber sur scène et lâcher la pomme rouge qu'elle portait[40].
- La voltigeuse équestre Joanne Eccles gagne en 2012 le titre de Championne du monde de voltige (Jumping international de Bordeaux). Elle interprète Blanche-Neige lors de la première partie de l'épreuve.
- Le DJ Muttonheads sort en août 2013 le titre Snow White (Alive) avec Eden Martin dont les paroles et le clips sont basés sur Blanche Neige.
- Blanche Neige apparaît également dans la licence de jeux vidéo Kingdom Heart en tant que princesse de cœur ayant disparu

## Illustrations
Au XIXe siècle, grâce à la xylographie, et plus tard à la chromolithographie, les illustrations bon marché des contes se multiplient dans l'imagerie d'Épinal, les images à collectionner et les livres pour enfants. L'image est influencée par les modes et les stéréotypes de l'époque. À la fin du XIXe siècle et au début du XXe siècle, Marianne Stokes ou l'illustrateur Franz Jüttner en donnent des versions inspirées par la vogue pour le Moyen Âge. Le film de Walt Disney fixera de façon durable l'iconographie du conte.

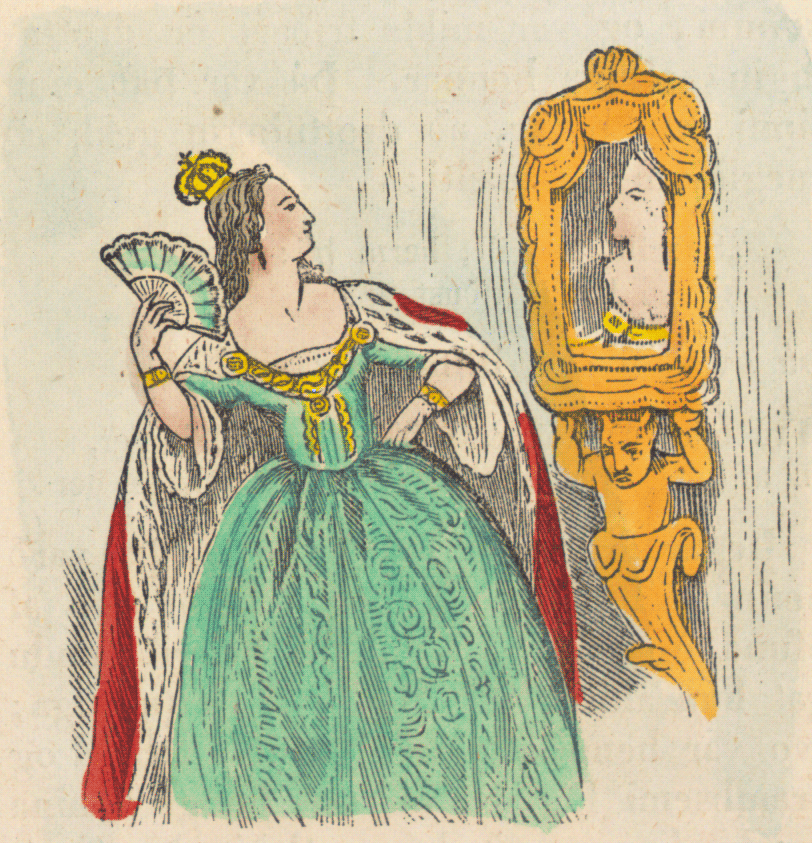
Le Miroir magique et la méchante reine, la méchante belle-mère de Blanche-Neige (traduction islandaise du conte, 1852).
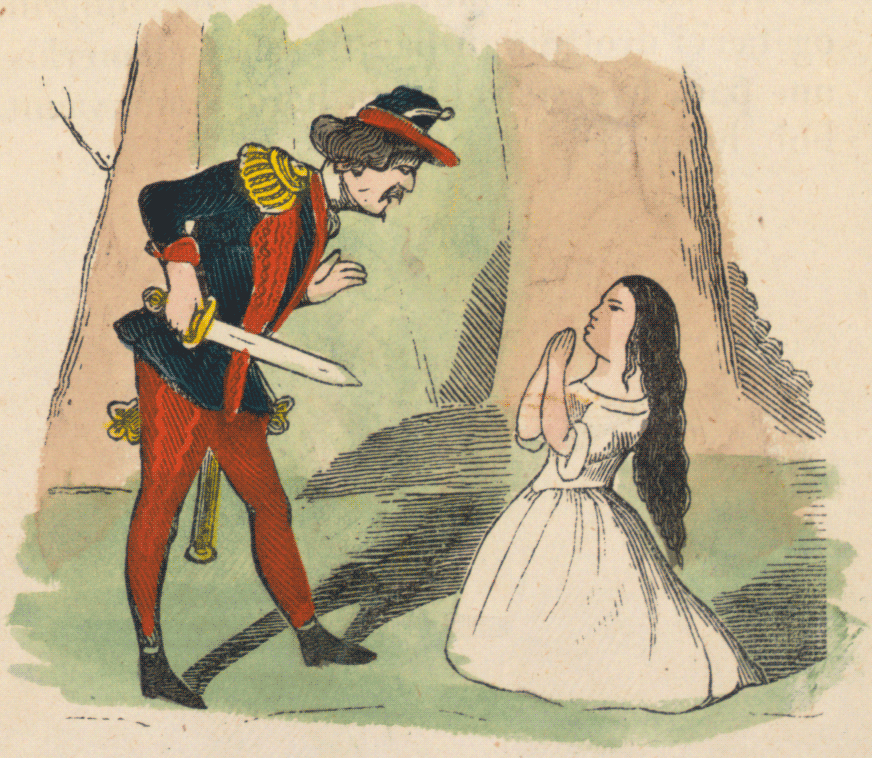
Blanche-Neige et le chasseur (traduction islandaise du conte, 1852).
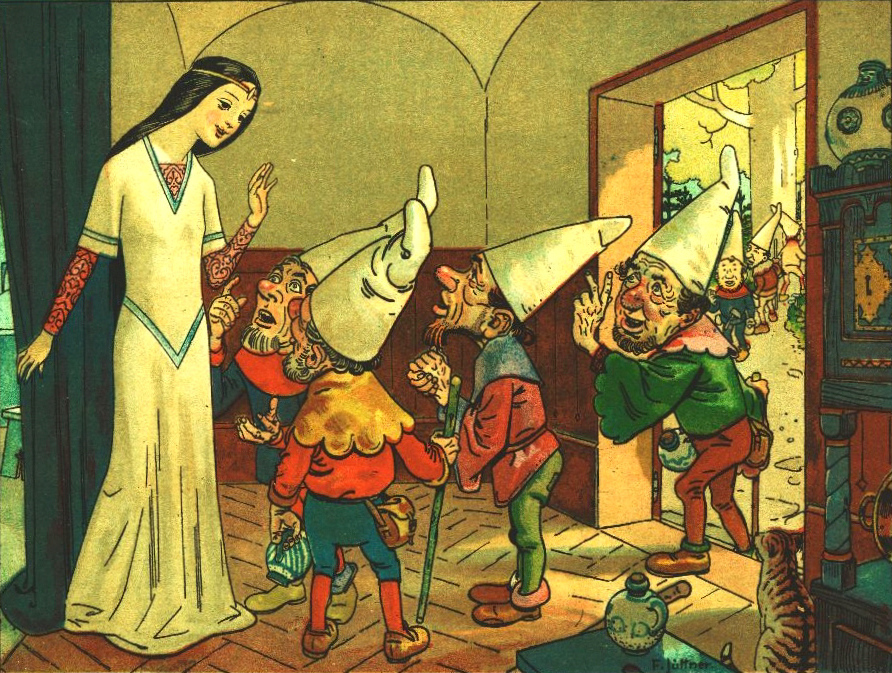
Illustration de Blanche-Neige avec les sept nains de Franz Jüttner (1905).
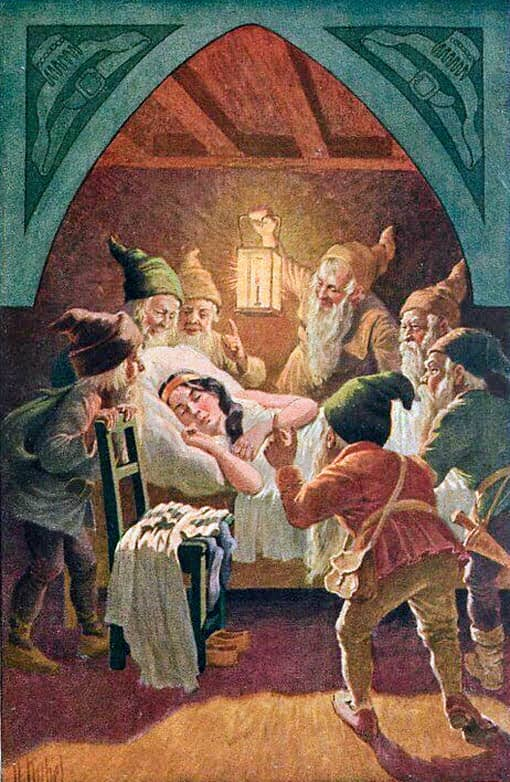
Illustration de Blanche-Neige de Otto Kubel (1930).
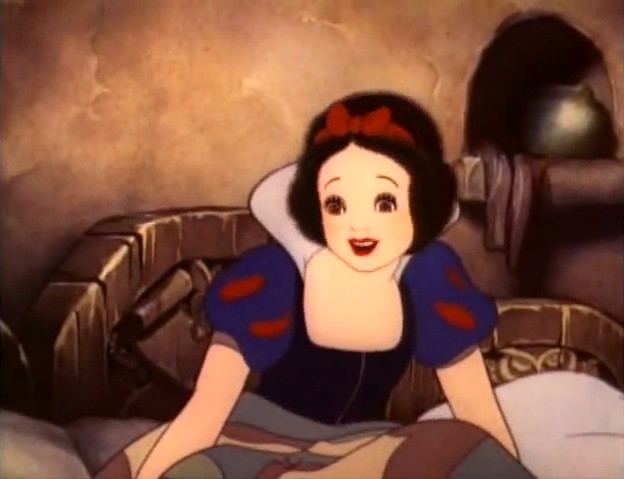
Image de Blanche-Neige issue du film de Walt Disney, Blanche-Neige et les Sept Nains, (1937).

## Illustrateurs
- Giovanni Giannini - édit.Gautier-Languereau. 1973
- Mayalen Goust - édit. Flammarion
- Walter Crane (1845-1915)
- Benjamin Lacombe - édit. Milan Jeunesse
- Arthur Rackham (1867-1939) en 1900
- Franz Albert Jüttner (1865-1926) en 1910